# Phenomenon
| 전문가 평가 | 전문가 평가 |
| 평가 점수   | 평가 점수   |
| 출처        | 점수        |
| ----------- | ----------- |
| AllMusic    | [ 2 ]       |
| Tom Hull    | B           |

《Phenomenon》은 1974년 5월에 발매된 영국의 하드 록 밴드 UFO의 세 번째 스튜디오 음반이다. 이 밴드는 믹 볼턴의 후임으로 리드 기타리스트 미하엘 쉥커가 참여한 첫 번째 음반이다.

## 제작
그들의 총 세 번째 스튜디오 음반인 《Phenomenon》은 메이저 레이블 크리설리스 레코드와 UFO의 데뷔 음반이자 미국에서 발매된 첫 번째 음반이다. 전 스콜피언스의 리드 기타리스트 미하엘 쉥커의 등장으로, UFO는 블루스에 기반을 둔 "스페이스 록" 사운드를 뒤로하고 밴드가 좀 더 단순한 하드 록 사운드로 전환하기 시작하는 것을 목격했다.
이 음반은 영국의 록 그룹인 텐 이어즈 애프터의 베이시스트 레오 라이언스가 프로듀싱했다. 모든 트랙은 런던의 모건 스튜디오에서 녹음되었다. 오리지널 커버 디자인과 사진은 힙노시스가 제작했다.

## 영향
영국의 헤비 메탈 밴드 아이언 메이든은 1995년 〈Doctor Doctor〉의 커버를 〈Lord of the Flies〉 싱글의 B-사이드로 발매했다. 커버는 밴드의 《Eddie's Archive》 박스 세트 컬렉션에도 포함되어 있다.

## 곡 목록
모든 곡들은 특별한 언급이 없는 한 미하엘 쉥커와 필 모그에 의해 작사/작곡하였다.
| #  | 제목                  | 작사·작곡       | 재생 시간 |
| -- | --------------------- | --------------- | --------- |
| 1. | 〈Too Young to Know〉 | 피트 웨이, 모그 | 3:10      |
| 2. | 〈Crystal Light〉     |                 | 3:47      |
| 3. | 〈Doctor Doctor〉     |                 | 4:10      |
| 4. | 〈Space Child〉       |                 | 4:01      |
| 5. | 〈Rock Bottom〉       |                 | 6:32      |

| #   | 제목                       | 작사·작곡                   | 재생 시간 |
| --- | -------------------------- | --------------------------- | --------- |
| 6.  | 〈Oh My〉                  | 쉥커, 모그, 웨이, 앤디 파커 | 2:28      |
| 7.  | 〈Time on My Hands〉       |                             | 4:10      |
| 8.  | 〈Built for Comfort〉      | 윌리 딕슨                   | 3:01      |
| 9.  | 〈Lipstick Traces (기악)〉 |                             | 2:20      |
| 10. | 〈Queen of the Deep〉      |                             | 5:49      |